# Rundisen
De Rundisen is een gletsjer op de eilandengroep Kong Karls Land, dat deel uitmaakt van de Noorse eilandengroep Spitsbergen.
De gletsjer ligt in het oostelijk deel van het eiland Kongsøya.